# Jaguar (console de jeux vidéo)
Pour les articles homonymes, voir Jaguar (homonymie).
La Jaguar est une console de jeux vidéo de salon à cartouches datant de 1993, disposant d'une ludothèque limitée, et qui n'a pas connu un grand succès malgré sa technologie innovante. C’est l'avant-dernière console produite par Atari Corporation.

## Historique
En 1990, Flare Technology (société fondée par Martin Brennan et John Mathieson et financée par Atari) déclare pouvoir produire de manière rentable une console supérieure à la Mega Drive et à la Super Nintendo. Atari accepte immédiatement et la machine est lancée en 1993 pour 250 £ avec un accord de construction de 500 millions de dollars avec IBM.
Ce prétendu système 64 bits voit sa campagne publicitaire axée sur sa supériorité sur les systèmes 16 bits existants. Les ventes sont mauvaises dès le départ : il ne s'écoulera que 120 000 consoles la première année aux États-Unis et elles déclineront rapidement faute de bons jeux. La programmation est difficile et le matériel contient quelques bogues, notamment un qui provoque l’arrêt des processeurs avec un code spécifique exécuté en mémoire. Les sorties de la PlayStation et de la Saturn sonnent le glas de la Jaguar en 1995.
Dans un dernier effort pour sauver la Jaguar, Atari essaye de faire valoir que la Jaguar est la seule console 64 bits (la PlayStation et la Saturn étant des 32 bits), causant une controverse (en effet, pour certains, les deux processeurs 64 bits de la Jaguar ne sont rien de plus que des accélérateurs graphiques) : son processeur graphique est un 32 bits et son processeur un 16 bits. Cette tentative désespérée est inutile et la Jaguar termine rapidement sa courte carrière.
Beaucoup de périphériques ont été annoncés, comme un modem vocal ou un casque de réalité virtuelle, mais seuls quelques-uns furent effectivement produits : le Jaguar CD (un lecteur de CD), le JagLink, un système de réseau entre deux consoles, et une manette avec cinq boutons supplémentaires.
Pour illustrer les capacités « limitées » de la machine, certaines critiques firent des parallèles avec certains titres sortis parallèlement sur consoles 16 bits (Dragon, Syndicate) ou 32 bits (Rayman), insistant sur le fait que ces titres n'affichaient aucune supériorité technique alors qu'ils tournaient sur une console prétendument plus puissante[réf. nécessaire].
Finalement, en trois petites années, la Jaguar n'aura que très peu de hits. Citons Alien vs Predator, la seule exclusivité d'envergure (avec Tempest 2000) et qui montrait pour le coup la supériorité technique de la machine face à ses contemporaines. Rayman, Myst, Theme Park, Flashback, Worms, Doom, Wolfenstein 3D furent des titres de qualité mais étaient déjà disponibles sur de multiples supports.
La Jaguar attire, depuis 1996, un certain nombre de développeurs amateurs[réf. nécessaire].

## Spécifications techniques
Processeurs
- « Tom » (contient 2 processeurs vidéo et un CPU RISC), 25,59 MHz
  - Processeur graphique (GPU) – 32-bit architecture RISC, 4 kio de cache interne, avec un jeu d'instructions riche
C'est le processeur principal de la console.
  - Processeur objet 64 bits – processeur vidéo programmable
  - Blitter 64 bits – opérations logiques à haute vitesse, tampon de profondeur et ombrage Gouraud
  - Contrôleur mémoire 64 bits DRAM
  - Résolution de 720 × 526 pixels, avec une palette de 16 millions de couleurs
- « Jerry », 26,6 MHz
  - Processeur de signal numérique (DSP) – architecture Risc 32 bits, 8 kio de cache interne, jeu d'instructions similaire au GPU à part quelques exceptions qui sont des instructions dédiées au son
  - Tables d'ondes, synthèse FM et synthèse AM
  - Son qualité CD (16 bits stéréo)
    - Nombre de canaux uniquement limité par le logiciel

  - 2 contrôleurs de manettes ; l’extension TeamTap permettait d’étendre ce nombre à 4
- Motorola 68000 à 13,295 MHz utilisé (en principe) comme manageur

Autres caractéristiques
- RAM : 2 Mio sur un bus 64 bits
- Support : cartouche (jusqu'à 6 Mio) ou CD (790 Mio) via l'extension JagCD
- Port DSP (JagLink)
- Connecteur moniteur (composite/S-video/RGB)
- Connecteur antenne (UHF/VHF) fixé à 591 MHz en Europe
- Support pour ComLynx I/O